# Valeria de Paiva
Valeria Correa Vaz de Paiva es una matemática brasileña, lógica, y científica informática asociada con comunicaciones de matiz.
Su trabajo incluye búsqueda en aproximaciones lógicas a computación, especialmente utilizando Teoría de categorías, 
representación del conocimiento y lengua natural semántica, y programación funcional con un foco en fundaciones y teorías de tipo.
Ganó una licenciatura en matemática en 1982, la maestría en 1984 (en álgebra pura) y completó un doctorado por la Universidad de Cambridge en 1988, bajo la supervisión de Martin Hyland. Su tesis introdujo Dialectica de espacios, una manera categórica de construir modelos de lógica lineal. 
Trabajó nueve años en PARC en Palo Alto, California, y también trabajó en Rearden Commerce y Cuill antes de unirse a Nuance. Es miembro honoraria de búsqueda en informática en la Universidad de Birmingham.

## Algunas publicaciones
- Term Assignment for Intuitionistic Linear Logic (con Benton, Bierman and Hyland). Technical Report 262, University of Cambridge Computer Laboratory. Agosto de 1992.

- Lineales (con J.M.E. Hyland) In "O que nos faz pensar" Special number in Logic of "Cadernos do Dept. de Filosofia da PUC", Pontificial Catholic University of Río de Janeiro, abril de 1991.

- A Dialectica-like Model of Linear Logic. In Proc. of Category Theory and Computer Science, Manchester, RU, septiembre de 1989. Springer-Verlag LNCS 389 (eds. D. Pitt, D. Rydeheard, P. Dybjer, A. Pitts, A. Poigne).

- The Dialectica Categories. In Proc. of Categories in Computer Science and Logic, Boulder, CO, 1987. Contemporary Mathematics 92, Am. Mathematical Society, 1989 (eds. J. Gray & A. Scedrov)